# Низшая мифология

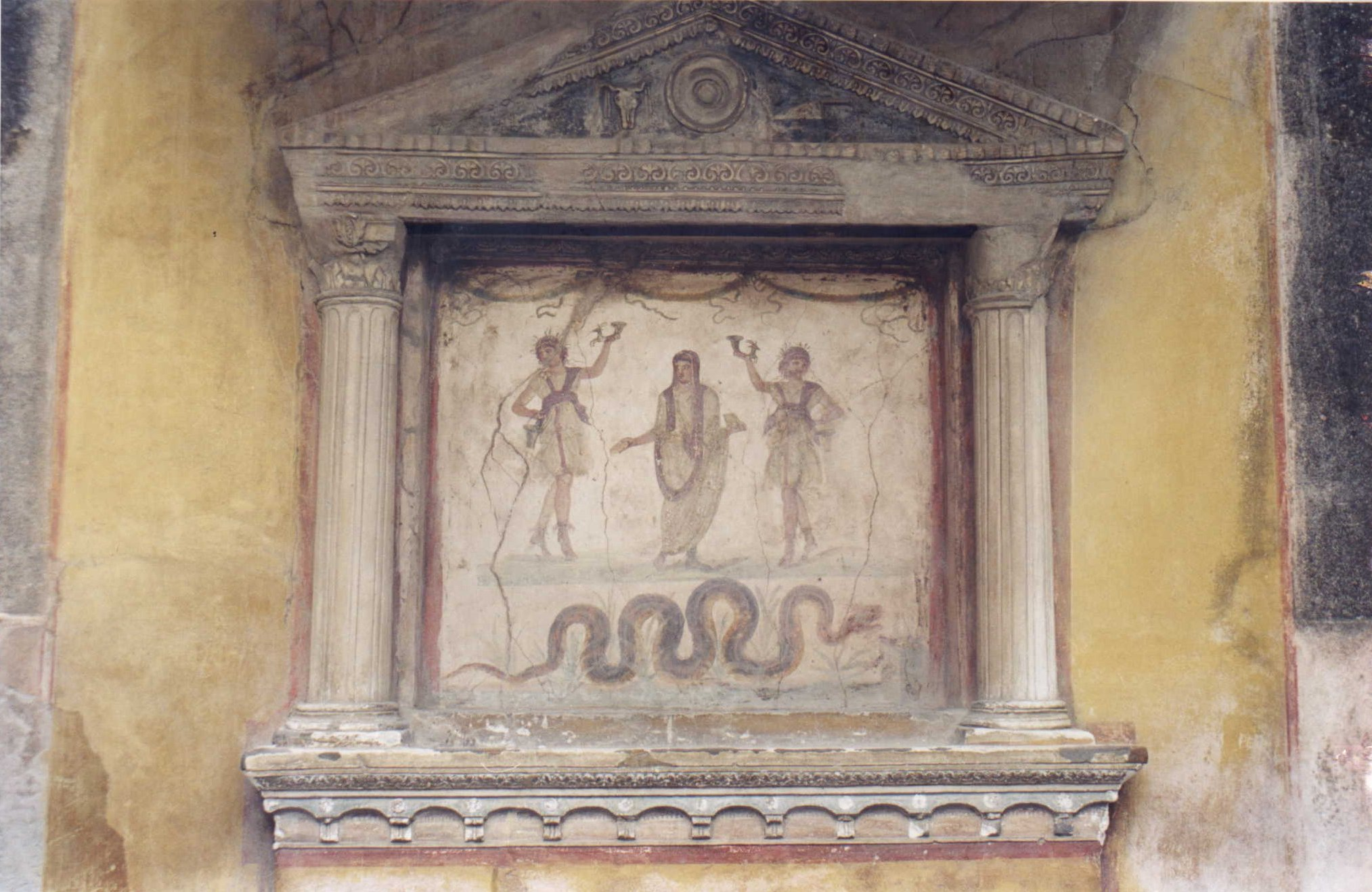
Ларарий с изображением божеств-покровителей дома: родовой гений (в центре) в окружении двух ларов со змеем-хранителем внизу

Ни́зшая мифоло́гия — сфера мифологических представлений, относящихся к персонажам, которые не имеют божественного статуса, демонам и духам, и противопоставляются высшим богам и официальному культу. Эта оппозиция особенно выражена в мировых религиях.

## История изучения
Термин был введён немецким этнографом В. Маннгардтом, который первым выполнил специальное исследование этой мифологии. Маннгардт наиболее подробно изучил представления о духах, связанных с урожаем и о более широкой категории, духах растительности, олицетворяющих годовой цикл умирающей и воскресающей растительности. В. Вундт считал, что представления о «демонах растительности» являются промежуточной ступенью между доземледельческим «тотемическим культом» и развитыми культами богов. Дж. Фрэзер рассматривал таких богов, как Аттис, Адонис, Осирис, Дионис как связанных через переходные стадии с образом умирающего и воскресающего духа растительности.

## Возникновение
На раннем этапе развития мифологических представлений учёные предполагают существование мифологического фетишизма, в рамках которого вещи и явления одушевлялись, на них переносились социальные функции. Демоническое существо вовсе не отделялось от предмета, в котором оно, как считалось, обитало. Позднее, в результате развития производящего хозяйства мифология перешла к анимизму, когда «идея» вещи и магическая сила демона начали отделяться от самой вещи. Первоначальный анимизм включал представление о демоне как силе, определяющей судьбу человека, злой или реже благодетельной. У Гомера имеется много примеров безымённого, безликого, внезапно действующего и страшного демона. Об этой мгновенно возникающей и так же мгновенно уходящей роковой силе человек не имеет никакого представления, не может назвать её по имени и не может вступить с ней в общение. В дальнейшем возникают представления о демонах отдельных вещей, событий, имеющих разную силу воздействия. В развитом анимизме трансформация демона или бога ведёт к его антропоморфизму, очеловечиванию.
Мифология может расслаиваться в связи с социальным делением общества. Формируются сказания и поэмы о богах и героях, считающихся предками аристократических родов. Также в замкнутых корпорациях жрецов может разрабатываться особая жреческая мифология. Оба типа мифологий представляют собой высшую, зачастую официальную мифологию. В народных верованиях дольше сохранялась низшая мифология, характеризуемая как более грубая и непосредственная, но наиболее устойчивая. В фольклоре и поверьях народов Европы сохранилась именно низшая мифология, тогда как высшая почти полностью исчезла и лишь частично соединилась с образами христианских святых.

## Отличия от высшей мифологии
Персонажи низшей мифологии часто принимают активное участие в жизни людей, встречаются с ними, превращаются в людей и др., поэтому во многих мифологиях эти персонажи имеют большее значение, чем божества, действовавшие, как правило в мифическое время первотворения.
Существа низшей мифологии чаще всего являются персонажами наиболее популярных фольклорных жанров: сказок, быличек и др., тогда как боги представлены в собственно мифологических повествованиях.
В сфере ритуала существа низшей мифологии связаны с комплексом суеверий, колдовских и магических обычаев и обрядов, божества — с общеплеменным или общегосударственным культом. M. M. Бахтин называл народную карнавальную традицию, в которой используются образы народной мифологии, неофициальной, в отличие от официального культа богов. В. В. Иванов назвал тем же термином саму народную мифологию.
Различие неофициальной низшей мифологии и официального культа наиболее выражено в случаях, если эти мифологические системы имеют исторически или этнически различное происхождение. Такая ситуация наблюдается, например, в регионах распространения буддизма (Шри-Ланка, Тибет, Монголия) и христианства, где последнее распространилось относительно поздно и вобрало в себя целый комплекс местных мифологических представлений (страны Латинской Америки и др.).
Так, низшая мифология может формироваться путём понижения до её уровня мифологических персонажей высших рангов. В ряде случаев это отражается в мифологических повествованиях. В одном из сюжетов кетской мифологии верховный бог Есь изгоняет на землю свою жену Хоседэм, и та постепенно приобретает черты низшего духа.
Многие существа низшей мифологии связаны с шаманским культом: духи частей тела, которых используют в ритуалах врачевания, духи-хозяева, духи-помощники. В регионах, где существует развитый шаманизм, в Сибири и Южной Азии, считается, что эти духи подчиняются высшим божествам, с которыми тоже общается шаман. В некоторых азиатских, в том числе сибирских, и индейских традициях, в отличие от шамана колдун мог общаться только с существами низшей мифологии. Типологически сходная ситуация имела место также в ряде традиций Древнего Востока. Согласно анатолийским клинописным текстам 2-го тысячелетия до н. э., жрица при выполнении магических действий, в частности обрядах врачевания, обращалась только к персонажам низшей мифологии, a жрецы официального культа — к «тысяче богов» Хеттского царства. Согласно завещанию хеттского царя Хаттусили I, царице запрещалось обращаться к жрицам (неофициальным).
В древних мифологиях верховным божествам присущ каннибализм (культ Зевса Ликейского, человеческие жертвоприношения Дионису, древнекельтские, полинезийские культы и др.). В процессе распространения запрета на каннибализм он всё больше связывается с низшим миром чудовищ-людоедов, великанов, ведьм и др.

## Персонажи

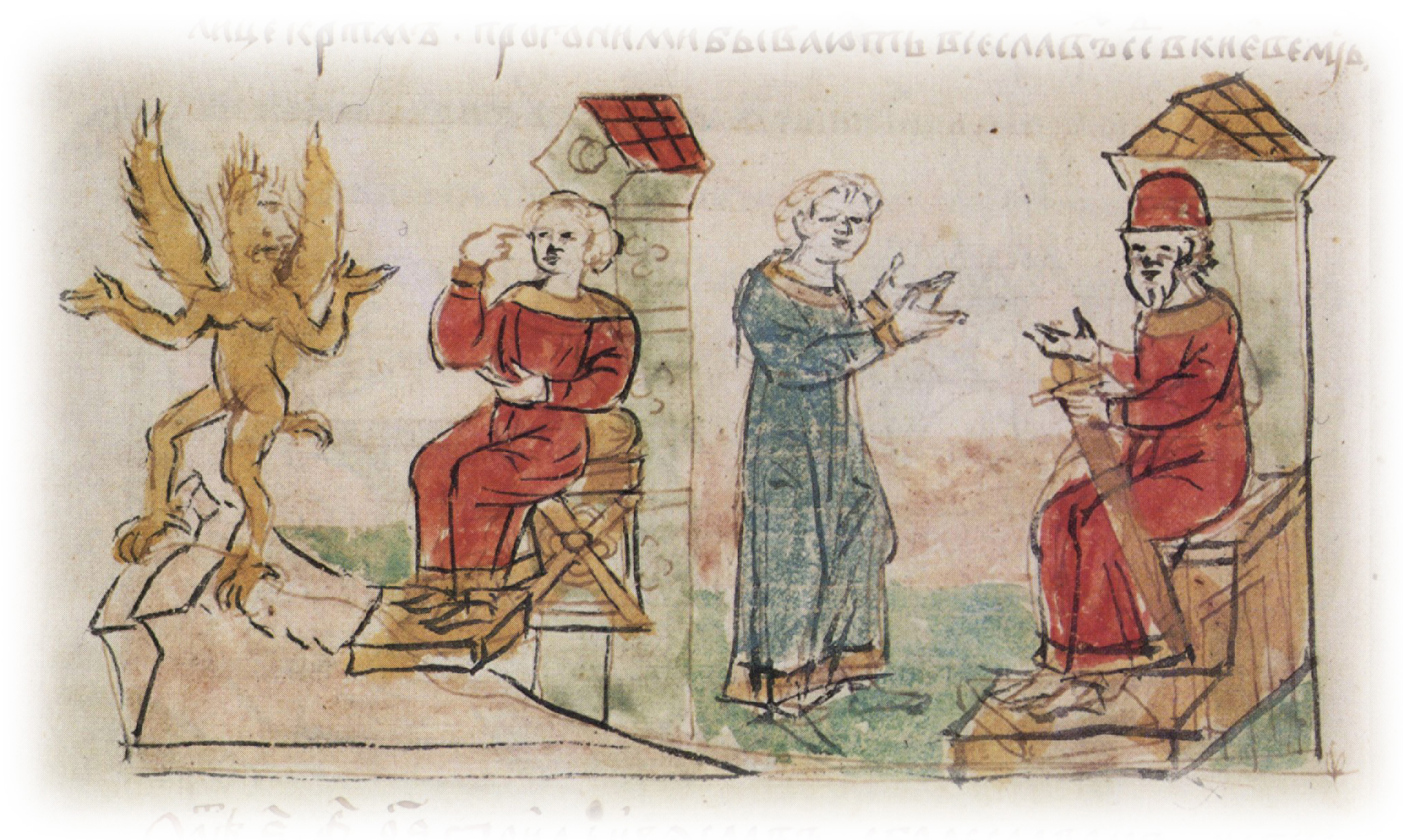
Освобождение от бесовских мыслей с помощью крестного знамения. Миниатюра из Радзивилловской летописи, конец XV века

К персонажам низшей мифологии принадлежат духи природы — лесные, горные, речные, морские, о духи, связанные с земледелием, плодородием земли, духи растительности, персонификации календарных праздников (славянские Ярила, Герман, итальянская Бефана и др.), образы языческих богов, в неофициальной народной традиции пониженные и замещённые святыми — покровителями плодородия и др. (русские Велес — Власий, Мокошь — Пятница и др.), различные злые духи (нечистая сила), во многих традициях возводимые к падшим ангелам, и др.
В описаниях различных мифологических традиций часто используется понятие демон, заимствованное из греческой и европейской мифологий. Этим словом условно называются сверхъестественные персонажи, занимающие в иерархии низшее место по сравнению с богами или находящиеся на низших уровнях мифологической системы. В более узком и точном смысле демонами именуются злые духи.
Часто персонажами низшей мифологии выступают реальные животные, хотя нередко они являются персонажами высших уровней вплоть до пантеона. На низших мифологических уровнях представляются как духи — покровители различных природных локаций: лесов, полей, гор, ущелий, рек, озёр, морей, болот и др. и как враждебная людям нечисть. Так, кошка выступает как воплощение (или помощник, член свиты) чёрта, нечистой силы. У индейцев кечуа имеется поверье об особом кошачьем злом духе, у которого колдуны заимствуют силу. В японской традиции кошка считалась злонамеренным существом. В ряде традиций кошке приписываются черты вампиризма. Напротив, китайцы верят в его способность рассеивать злых духов. В Европе кошка устойчиво ассоциировалась с силами зла, в частности, рассматривалась как атрибут похоти или как символ посрамлённого Сатаны в сценах Благовещения.
Персонажами низшей мифологии могут быть оборотни. В низшей мифологии имелся особый образ оборотня, часто выступающего в роли ложного брачного партнёра, который иногда может подменять умерших или отсутствующих жениха, невесту, мужа, жену. В мифологии коми к женщине в облике отсутствующего мужа является оборотень Калян, который опознаётся по лошадиным зубам и коровьим копытам. Сексуально-эротические особенности оборотня неотделимы от каннибальских и выражаются в вампиризме или в том, что жертва худеет, бледнеет, что и даёт возможность распознать демона. В роли оборотня могут выступать животные, растения, отдельные предметы, духи, принимающие облик человека. По китайским поверьям, оборотнем (цзин) могут стать животное-долгожитель (лис, змея, крыса, тигр и др.), надолго забытый в углу предмет домашнего обихода, корень какого-либо растения (женьшень, мандрагора и др.). В восточнославянской демонологии оборотнями могут стать леший, домовой, чёрт, принимающие облик родственника или знакомого. В славянском фольклоре оборотенем является — змей, принимающий облик человека. Оборотничество также может быть врожденным или приобретённым свойством человека. В европейском фольклоре сложился образ вервольфа, человека-оборотеня, становящегося волком, в китайском — образ лиса-оборотня.
На низшей ступени иерархии индуистского пантеона находятся лесные и домашние духи, боги — покровители городов, гор, рек, деревень, домов и др.
Основу иранской мифологии составляло представление о противоборстве двух взаимоисключающих космических принципов. Всеобщий моральный закон мироздания Арта (Аша Вахишта), овеществлённый в свете и огне, противостоялся Другу, воплощению лжи, мрака, ритуальной скверны. Лагерь духовных сил, богов и демонов подразделялся на приверженцев Арты и Друга. Дуализм разделял также и земной мир. От других индоевропейских традиций иранскую мифологию отличает этическая окраска, резкий дуализм добрых духов ахур и язатов во главе с Ахурамаздой и дэвов, созданных и возглавляемых Ангро-Майнью, которые принесли в сотворённый Ахурамаздой мир прегрешения, болезни, смерть и стремятся уничтожить добро. Амеша-Спента представляют собой семь высших добрых духов, их окружают сонмы добрых духов — ахуров и язатов. Над дэвами стоит триада: дух лжи (злого слова) Друг, дух злой мысли Ака Мана, дух грабежа (злого дела) Айшмой.
Таджикская мифология представляет собой контаминацию элементов мифологии ислама, иранской мифологии и собственно таджикских представлений. Она развивалась во взаимосвязи с мифологиями соседних народов — тюркских, особенно узбеков, и народов Индии. В результате вытеснения исламом таджикская мифология охватывает прежде всего сферу низшей мифологии, причём многие демонологические персонажи восходят к иранским или арабским. Демоны условно разделялись на добрых — малоика, пэри, и злых — аждаха, дэвы, албасти, аджина, шайтаны, гул. Считается, что присутствие человека сковывает злых демонов, которые пытаются навредить человеку в первые сорок дней его жизни. В таджикской мифологии известен великий волшебник Шохи Морон («змеиный царь»), живущий в заоблачных горных местах, владыка горных змей и драконов. Присутствует почитание огня, одного из основных элементов различных обрядов, направленных на борьбу с нечистой силой. С культом предков связано почитание пиров — покровителей ремёсел. С утверждением ислама многие пиры были замещены персонажами мусульманской мифологии (Дауд стал покровителем работ по металлу, Биби-Фатима — покровительницей женских домашних работ и др.), мусульманскими святыми, воспринявшими их функции (Бахауддин, Дивана-и Бурх), хотя некоторые сохраняют доисламские имена (например, покровитель земледелия Бобо-Дехкон). Основу космогонических воззрений лежат восходящие к «Авесте» образы «двух великих родителей»: матери-земли и отца-неба, с которыми, в частности, связан известный у некоторых групп таджиков образ деда-громовника Камбара. С женским началом связывались весна и лето (земля производит цветы и зелень), а с мужским — зима и осень (небо посылает оплодотворяющие землю дожди и снег). Сохранялись представления о женских персонификациях неба и грома: мать-небо, бабушка-небо (момо-хаво), бабушка-гром, тучи-коровы, проливающие на землю дождь-молоко.
Нуристанская мифология на низшем уровне включает демонов и разнообразных духов. Первые отличаются огромными размерами и силой.
В древнегреческой мифологии демоны, как правило, представлялись как материальные, чувственные существа. Они обладали обычным телом, хотя возникшим из разных видов материи, они состояли из четырёх стихий. Древние анимистические демоны представлялись обычно в беспорядочном и дисгармоничном виде. Тератологические мифы повествуют о чудовищах, символизирующих силы земли. Гесиод рассказывает о порождённых небом Ураном и землёй Геей титанах, киклопах и сторуких. Среди порождений земли имелись эринии — седые окровавленные старухи с собачьими головами и со змеями в распущенных волосах, которые хранят уставы земли и преследуют всякого преступника против земли и прав материнского родства. Эхидна и Тифон рождают собаку Орфа, медноголосого и пятидесятиголового кровожадного стража аида Кербера, лернейскую гидру, Химеру с тремя головами: львицы, козы и змеи, Сфинкса, убивающая всех, кто не разгадал её загадок. Эхидна и Орф рождают немейского льва. Миксантропическими (соединившими черты человека и животного) демонами представлены сирены (полуптицы-полуженщины), кентавры (полукони-полулюди).
К числу таких персонажей скандинавской мифологии относятся альвы, природные духи, противопоставляемые богам асам, германской мифологии — эльфы (восходят к альвам), вервольфы, персонажи (призраки и злые духи) дикой охоты, рюбецаль (горный дух), хольда (рождественский персонаж) и др.
В славянской мифологии сказочные персонажи — предположительно участники ритуала в их мифологизированном обличье и предводители классов существ, принадлежавших к низшему уровню: Баба-яга, Кощей, Чудо-юдо, лесной царь, водяной царь, морской царь. К низшей мифологии принадлежали разные классы неиндивидуализированной, часто неантропоморфной нечисти, духов, животных. Они были связаны с мифологическим пространством от дома до леса, болота и т. п. Сюда относились домовые, лешие, водяные, русалки, вилы, лихорадки, мары, моры, кикиморы, судички у западных славян; из животных — медведь, волк. Религиозно-мифологическая целостность славян была разрушена в период их христианизации. Высшая мифология древних славян известна фрагментарно, больше сведений имеется по низшей мифологии. Косвенно во всех славянских традициях отражён мороз, морозко, персонаж славянского сказочного и обрядового фольклора. Из поздних персонажей известна также масленица, русский антропоморфный персонаж, на которого было перенесено название календарного праздника проводов зимы и встречи весны. Персонажем низшей мифологии весенней обрядности являлся Ярила, у белорусов воплощаемый в образе девушки, одетой в белое и на белом коне, в кукле у южных славян и чучеле у русских.
В финно-угорской мифологии на земле, помимо божеств — покровителей промыслов, обитали духи — хозяева природы (лешие, водяные и др.). Для мордовской, марийской, удмуртской, саамской и эстонской мифологий характерны духи — матери природы и стихий: леса, воды, огня, ветра и др. В нижнем мире вместе с противником бога, творцом зла, обитали злые духи и мертвецы. До недавнего времени у коми присутствовала вера в духов — лешего-ворса и др. К числу низших духов у умдуртов относятся водяной ву-мурт, многочисленные злые духи — кереметы (луды; сниженный образ противника бога Инмара — Керемета, Луда), шайтаны, которых Инмар преследует молниями, пери, которые иногда могут быть слугами духов воршудов, духи болезней кутысь или мыж, духи эпидемий чер и др. Характерной особенностью мордовской мифологии являются образы духов — "матерей (ава) явлений природы, растительности и др.: вирь-ава — мать леса, ведь-ава — мать воды, Варма-ава — мать ветра, Мода-ава — мать земли, Тол-ава — мать огня, Норов-ава — мать полей, Юрт-ава — мать дома, Нар-ава — мать лугов и др. Имелись и соответствующие мужские персонажи, атя «отцы». В марийской мифологии владыка загробного мира Киямат является главой злых духов (бог смерти Азырен и др.). Бога — покровитель марийцев Кугурак или Кугуен имеет в подчинении большое число духов. Помимо божеств отдельные явления природы воплощают многочисленные духи — «матери» (ава): вют-ава — дух воды, кече-ава — солнца (покровительница семьи), мардеж-ава — ветра, шочын-ава — плодородия, тул-ава — огня, мланде-ава — земли и др. Другие категории духов — водыжи: кудо-водыж — хранитель семейного очага, вют-водыж — хозяин воды, курык-водыж — горы и др. Низший уровень ханты-мансийского пантеона составляют многочисленные духи, у хантов — лунги. У манси различаются духи-охранители и духи предков — пупыги с одной стороны, и злые духи и олицетворения болезней — куль — с другой. Из демонических персонажей самыми известными являются лесные великаны-людоеды менквы. В лесу обитают также враждебные человеку уччи (учи, очи). На менквов похожи обликом доброжелательные к людям мис (миш, мысь). Представления о различных духах и других низших персонажах в венгерской мифологии близки к соответствующим образам мифологий соседних европейских народов: привидения, дух лидерц, различные виды ведьм: босоркань, Луца — призрачное существо, обладающее даром предвидения, Вашорру-баба — баба-яга и др.
К низшему уровню пантеона самодийской мифологии принадлежит множество духов, подчинённых главным божествам или служащих шаманам. Они делятся на несколько категорий: духи-покровители, воплощённые в предметах культа (хэхэ у ненцев, каха/киху у энцев, койка у нганасаны, поркэ у селькупов, кайго у моторов), духи, выступающие помощниками шамана (тадебцо у ненцев, самади у энцев, дямада у нганасан, одна из категорий лозы у селькупов), злые духи и духи болезней, выполняющих волю бога зла (нгылека у ненцев, амукэ (амули) у энцев, нгамтэру у нганасан, некоторые лозы у селькупов). Многочисленные демонические существа обычно враждебны человеку и находятся вне пантеона. В отличие от существ из пантеона, они смертны и могут показаться любому человеку. У энцев и нганасан это обычно одноногие, однорукие и одноглазые баручи (баруси), у ненцев — великаны-людоеды сюдбя, лесная ведьма парнэ (парнгэ, порнгэ), опасный для детей нгэмунзи, обитающие под землёй сихиртя, питающееся запахом пищи мал тэнга («закупоренный зад»), двуликие сидя сята, у селькупов — великаны-людоеды пюнэ (пюнегусе, пюнэкыса), многоголовые черти и др.
В мифологии древних (орхонских) тюрок на уровне низшей мифологии, вероятно, была распространена вера во вредоносных духов (ел, ек), духа-хранителя кут (олицетворение души), духов—хозяев отдельных урочищ и мест (эе). Посредником между людьми и миром духов был шаман (кам). Указания источников на бытование шаманства у древнетюркского населения, енисейских кыргызов, относятся к VIII—X векам.
Мифология тюркоязычных народов Малой и Средней Азии, Казахстана, Кавказа, Крыма и Западной Сибири, принявших ислам, в своей основе мусульманская (исламская). Ислам постепенно вытеснил и разрушил прежнюю мифологию. Сохранилась преимущественно низшая мифология, причём единой картины демонологических персонажей народов региона нет. Некоторые местные божества (Бобо-Дехкон, Чопан-ата, Буркут-баба, Коркут и др.) были трансформированы в образы мусульманских святых. Сохранились образы, связанные с иранской мифологией, влияние которой продолжалось и после обращения в ислам: аждарха, дэв, пари, Симург, чильтан, кырк кыз, Биби-Мушкилькушо, Биби-Се-шанби, албасты (последний связан с иранской мифологией только частично). Древнетюркская низшая мифология сохранилась в образах эе — духов-хозяев различных мест у киргизов, казахов, туркмен и западносибирских татар, духа-хранителя кут у киргизов. Распространённое у среднеазиатских народов шаманство, подверглось значительным изменениям. Возникли новые образы, связанные с культурой ираноязычного населения Средней Азии — духов — помощников шамана пари и чильтанов, а зловредных демонов албасты и дэва. Помимо них, шаманы призывали мусульманских пророков и святых.
Мифология татар и башкир в своей основе также мусульманская. Из домусульманской культуры сохранились некоторые образы низшей мифологии. Многие персонажи низшей мифологии не известны в большинстве других тюркских мифологий: бичура, шурале, убыр, духи — хозяева жилища (ой иясе, абзар иясе, йорт иясе), дух — хозяин воды су иясе, змея юха (ювха), привидение оряк, олицетворения болезней улят, чячяк-анасы и др.
В чувашской мифологии известно более 200 божеств и приданных им духов разных рангов и функций, населяющих землю, небо и подземный мир. В услужении бога судьбы находятся вестники
Пулех и Пихампар, богу — создателю хлебов служат духи «основатель хлебов», «производитель хлебов», «хранитель хлебов», «раститель», «производящий плоды поля» и др., богу — создателю пчёл — духи «ниспосылающий пчёлам матку», «дающий сладость», «производящий движение пчёл». Одни и те же функции божеств могли воспроизводиться на разных мифологических уровнях. Так, помимо с божества, покровительствующих дому (Килти тура) и дворовому скоту (Картари тура), имелись домовой (херт-сурт) и дух — хозяин хлева (карта пусе). К специфически чувашским образам низшей мифологии принадлежат демонические существа вулкан (иногда вопкан), вызывавший эпидемии и хытам, в которое обращалась душа человека, которого никто не поминал после смерти, и оно считалось причиной падежа скота. Образам татарской и башкирской мифологии близки леший арсури (соответствует шурале), злой дух вупар (близок к убыру), духи «мать воды» и «отец воды», шыв амаше и шыв ашше (близки «водяному деду» су бабасы и «водяной матери» су анасы), «хозяин хлева» карта пусе (соответствует абзар мясе), домовой херт-сурт (соответствует ой иясе) и др. Некоторые образы чувашской мифологии восходят к исламской: дух-покровитель Ашапатман карчаке (от имён Аиши, жены Мухаммеда и его дочери Фатимы), дух смерти Эсрель, ангел пирешти, чёрт шуйттан и др. К древнетюркской мифологией восходят дух йерех (покровитель семьи и хозяйства) и, возможно, духи вут ами («мать огня») и вут аси («отец огня»). В чувашской мифологии известны также киреметь — категория духов, в которых превращались души почитаемых людей (предков, колдунов и др.). Родственные названия имеются у других народов: кормос — низшие духи у алтайцев, курмуш — дух-покровитель дома у телеутов и др.
В низшей мифологии алтайцев, шорцев и хакасов к древнетюркской традиции восходят образы духов йер-су и представление о жизненной силе (душе) кут (хут). В мифологии алтайцев в верхнем мире живут главные добрые божества и духи во главе с Ульгенем, землю населяют добрые божества йер-су, родовые божества (тоси) и духи-покровители, нижний мир — чудовища, духи и божества, приносящие вред людям. В числе источников родовых культов было почитание духов — хозяев (ээ) гор, долин, ледников, рек, источников и др. Хакасский пантеон был менее развит. Духи делились на «чистых», добрых (арыг тос), и «чёрных», злых (чобал тос, хара тос), с которыми борется шаман. Известны многочисленные духи — хозяева местностей: гор и тайги (таг-ээзи), рек (суг-ээзи), озёр (кель-ээзи) и др. В мифологии тувицев владыке подземного (тёмного) мира Эрлик-хану духи эрлики (эрликены, иногда — эльчи). В среднем мире живут духи, от которых зависит жизнь людей: добрые духи ээрены, духи — хозяева мест (очень влиятельны духи воды и очага, хозяин тайги и др.), злые духи — кара-бук (иногда — бук, пук), аза (иногда — мёге, хи-юм), албыс, шулбу (шулбус), кай-бын-ку, четкер, чылбыга и др. Духи аза, шулбу и четкер имеют монгольское происхождение и принсены буддизмом (ср. ада, шимнус, шулмас). С духами верхнего и среднего миров (ээренами) общались «белые» шаманы, с духами «тёмного» мира — чёрные.
К исламскому персонажу гуль восходит образ мифологического существа гюль-ябани в мифологиях турок, азербайджанцев (также гуляйбаны, биабан-гули), киргизов (гульбиябан) и таджиков (гул, гул ёвони).
Низший разряд в шаманской мифологии бурят составляют антропоморфные духи: ада и анахаи — души грешных нерожавших женщин, дахулы и дахабари — души внебрачных детей, му-шубун — души девушек, не знавших любви. Наименее опасны бохолдои, души умерших насильственной смертью. В мифологии бурят и калмыков известны дзаячи, духи-покровители, податели счастливой судьбы. В бурятской мифологии присутствуют заяны (заяанууд), разряд низших духов, подобно ханам, эжинам и др., выступающих посредниками между небесными богами и людьми и включающих как добрых, так и злых персонажей. Эти духи, пополняются из числа умерших шаманов. В калмыцкой низшей мифологии присутствует кун-мус («человек-мус») — покрытый шерстью человекоподобный гигант.
Примерами низших персонажей адыгской мифологии могут служить псыхо-гуаша, имеющая облик красивой женщины и иногда вступающая в интимную связь с мужчинами, и уды, ведьмы, оборотни, выглядящие как уродливая старуха.
Весьма многочисленны низшие демоны в мифологии вьетов. Распространены культы местных духов-покровителей общинного дома (динь), духов-покровителей ремёсел и профессий. На представления о низшей мифологии вьетов повлияли буддийские верования. Демоны За Тхоа (от санскр. यक्ष IAST: Yakṣa, Якша) населяют землю, небеса и пустоту. В народных верованиях вьетов они стали также духами подводного мира.
Даосский пантеон включает тысячи всевозможных бессмертных, святых, духов, бесов, героев местных культов, персонажей низшей мифологии и более 30 тысяч духов человеческого тела. В китайской синкретической мифологии фигурируют духи — служители преисподней, многочисленные привидения, тени, бесы, объединяемые термином гуй и др.
В полинезийской мифологии по причине того, что информация о богах, входящих в высший пантеон, сакрализована, они занимают важное место в заклинаниях-молитвах, гимнах, генеалогиях и перечнях-«каталогах», но значительно реже фигурируют в повествованиях. Однако на низших уровнях иерархии имеются персонажи с теми же именами (например, Хиро), которые выступают героями повествований, преданий и сказок. На низших уровнях микронезийской мифологии расположены персонажи с именами богов, например, Пунтан — бог и человек великой хитрости в мифологии чаморро, Нареау — демиург и трикстер. Большую роль, чем боги, в мифологии Микронезии играют полубоги, духи и герои. Известнны духи земные и небесные, добрые («свои») и злые («чужие»), например, бладек и делеп у палау.
К персонажам низшей мифологии Европы принадлежат такие существа, как вампиры, оборотни, ведьмы, гномы, морские девы, инкубы, суккубы, феи, Ламия, мара, ундины и др., происходящие из разных традиций (античной, германской, славянской и др.), но вошедшие в общемировой фольклор. Одним из ритуалов низшей мифологии народов Европы является карнавал, антропоморфное воплощение календарного праздника проводов зимы, отмечаемого накануне великого поста.